# Kawasaki Frontale
Kawasaki Frontale (川崎フロンターレ), er en japansk professionel fodboldklub, baseret i Kawasaki, og de spiller i J1 League.

## Historiske slutplaceringer
| Sæson | Niveau | Liga      | Placering | Kilde | Notering |
| ----- | ------ | --------- | --------- | ----- | -------- |
| 2019  | 1.     | J1 League | 4.        | [ 1 ] |          |
| 2020  | 1.     | J1 League | 1.        | [ 2 ] |          |
| 2021  | 1.     | J1 League | 1.        | [ 3 ] |          |
| 2022  | 1.     | J1 League | 2.        |       |          |
| 2023  | 1.     | J1 League | 8.        | [ 4 ] |          |

## Nuværende trup
Pr. 9. september 2021.